# Polygrammodes faraonyalis
Polygrammodes faraonyalis là một loài bướm đêm trong họ Crambidae.